# Jurinella panamena
Jurinella panamena là một loài ruồi trong họ Tachinidae.